# Жак Доріо
Жак Доріо (фр. Jacques Doriot; 26 вересня 1898, Брель, Третя французька республіка — 22 лютого 1945, Менген, Третій Рейх) — французький комуністичний, а пізніше фашистський політичний діяч. Член Французької комуністичної партії в період з 1920 по 1934 рік, а також лідер Французької народної партії в 1936–1945 роках. Колабораціоніст в часи Другої світової війни.

## Молодість
Народився Жак Доріо у 1898 році в Брелі, що знаходиться в департаменті Уаза. Батько Жака був ковалем, який походив з Морвану, а мати мала фламандське і бретонське коріння. Осінню 1915 року Доріо переїхав спочатку до Парижу, а потім до Сен-Дені, де він працював робітником. У 1916 році став соціалістом. У 1917 році Доріо був призваний в французьку армію. Брав участь в Першій світовій війні, під час якої потрапив в німецький полон, з якого був звільнений у 1918 році. За участь в війні був нагороджений Воєнним хрестом.

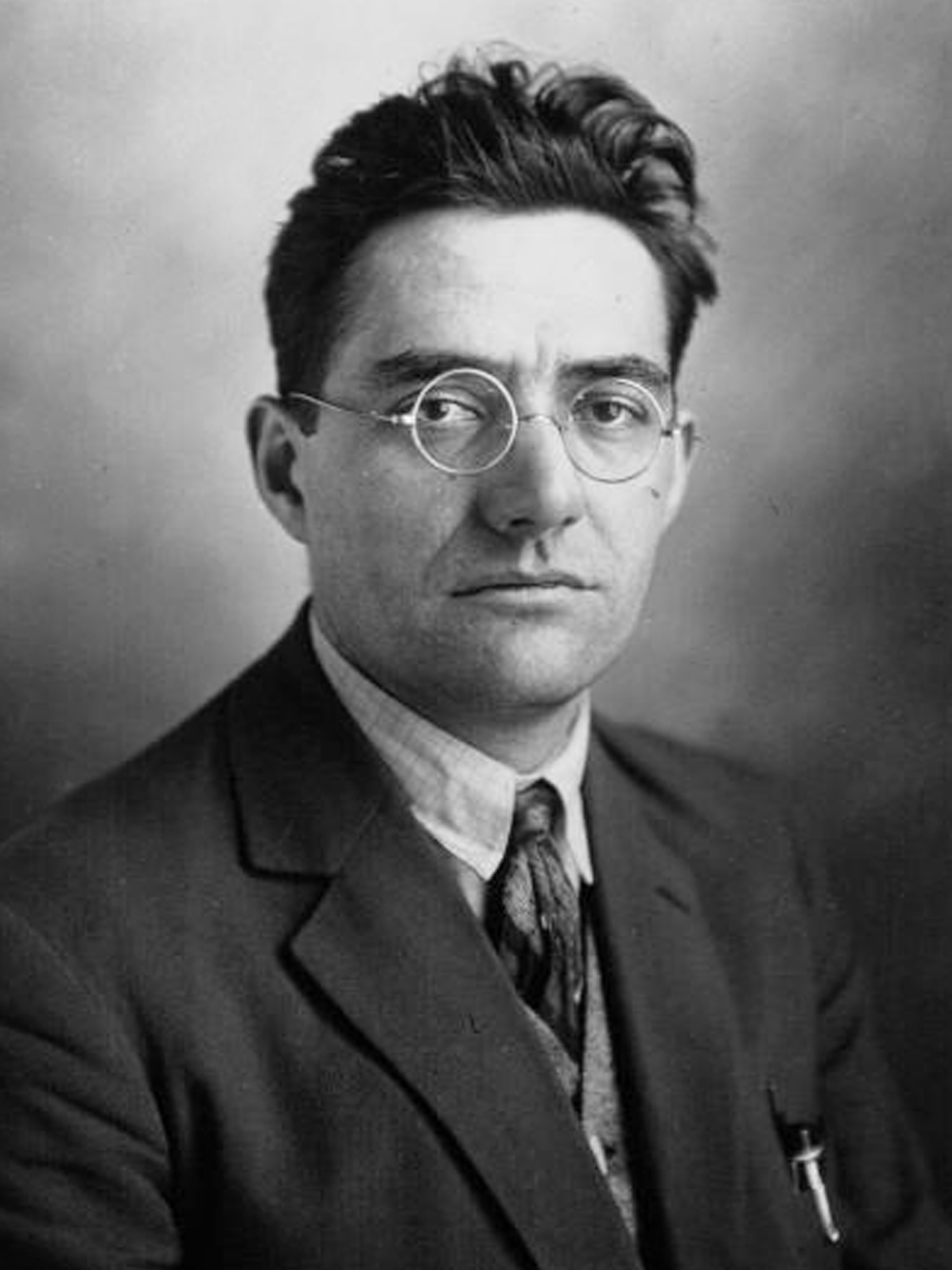
Доріо у 1929 році

У 1920 році Жак Доріо вступив в Французьку комуністичну партію, в якій швидко зробив свою політичну кар'єру і став одним із головних її діячів. Вже у 1922 році Доріо ввійшов до складу президії Виконавчого комітету Комінтерну, а через рік став секретарем Французької федерації молодих комуністів. У 1923 році був заарештований за організацію протестів проти окупації Рурського басейну. У 1924 році вийшов на свободу, після чого був обраний депутатом в французький парламент від міста Сен-Дені, а у 1931 році Доріо був обраним мером цього міста.

## Фашизм
Приблизно після того, як в 1931 році Доріо став мером Сен-Дені, він почав виступати проти теорії «соціал-фашизму», саме тому підтримував ідею союзу між комуністами та іншими французькими соціалістичними рухами. Особливо наголошував про таку ідею під час фашистських заворушень в Парижі 6 лютого 1934 року. І хоча такий союз буде втіленний в життя через два роки у вигляді Народного фронту, ідеї про його створення, на момент перебування Доріо в партії, були рівносильні відходу від її принципів, насамперед це не подобалося тодішньому генеральному секретарю ФКП Морісу Торезу. Тому вже в червні 1934 року, за ініціативою Тореза, Жак Доріо був виключений з ком. партії. Ця подія дуже засмутила Доріо, і в нього з'явилося бажання помститися своїм колишнім однодумцям, передусім Торезу.

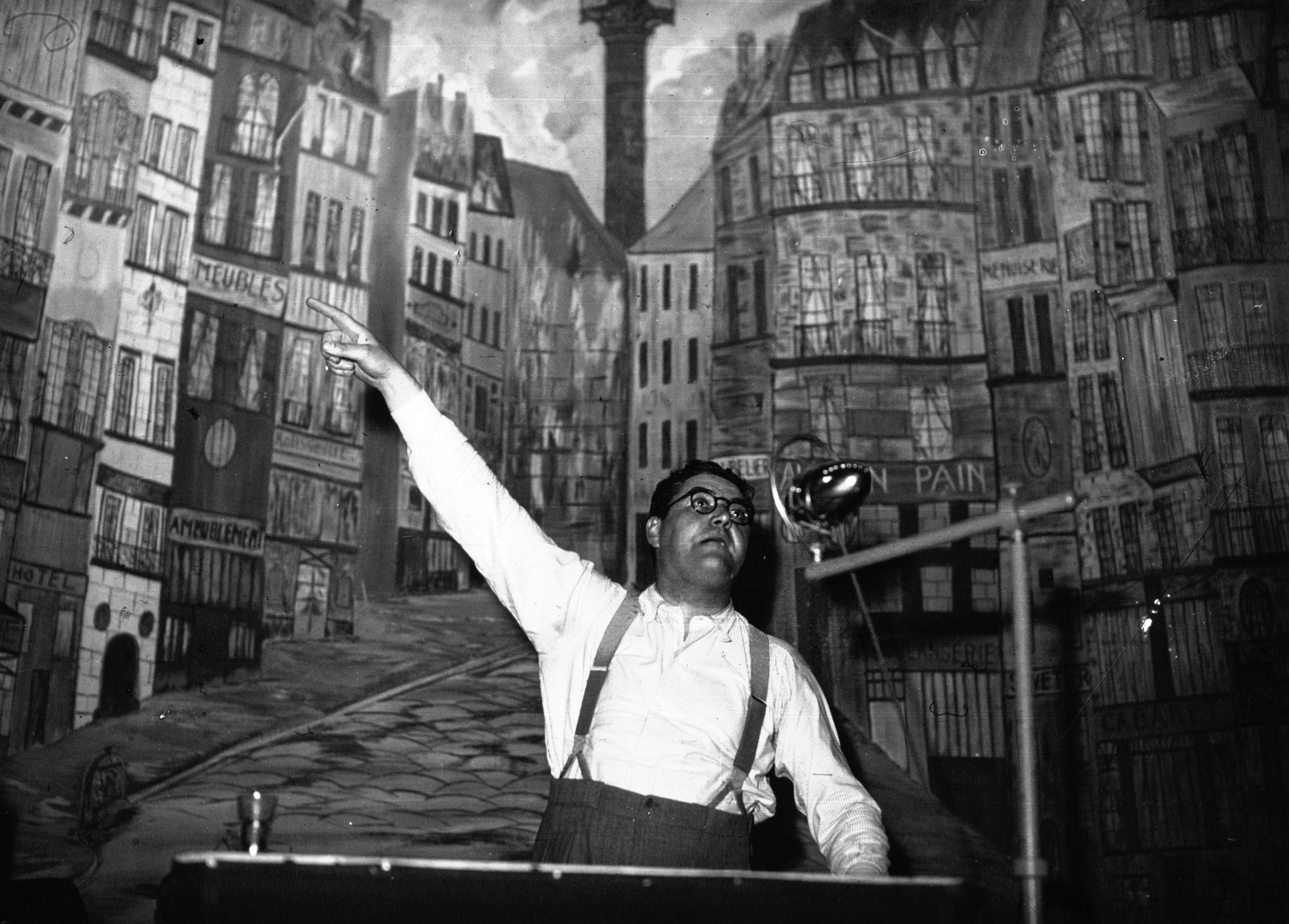
Доріо виступає на першому з'їзді ФНП у 1936 році

У 1936 році, будучи прихильником вже більш фашистських чим соціалістичних ідей, Доріо створює власну ультраправу партію під назвою Французька народна партія (ФНП). Доріо та його прихильники хотіли зробити політичний устрій Франції на зразок нацистської Німеччини і фашистської Італії, а головним своїм ворогом стали вважати тодішнього прем'єр-міністра Франції Леона Блюма, та його коаліцію Народний фронт.

## Колабораціонізм

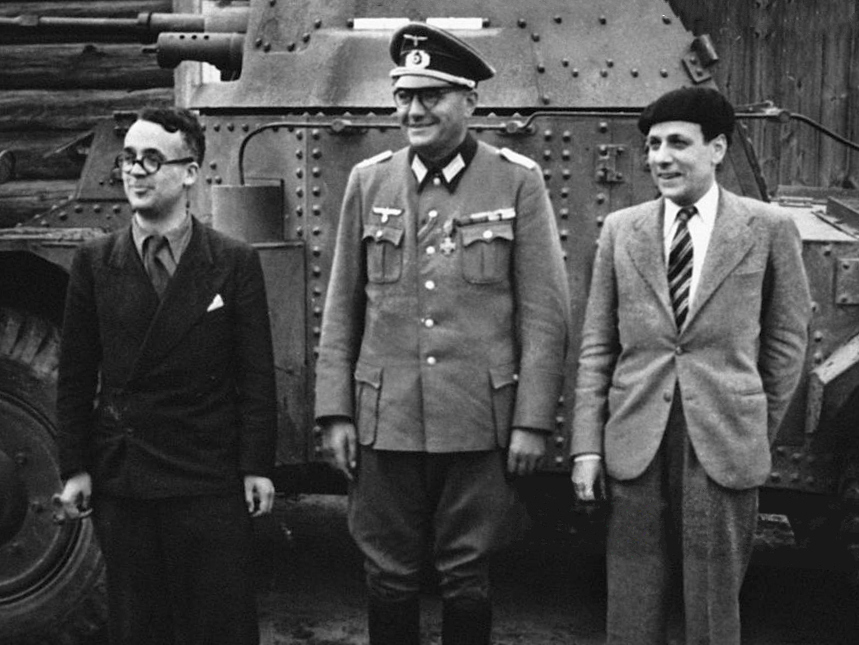
Робер Бразійак, Жак Доріо (посередині) і Клод Жанте сфотографовані на Східному фронті, 1943 рік

Коли 3 вересня 1939 року Франція вступила в Другу світову війну, Доріо зайняв абсолютно пронімецьку позицію, поширював антивоєнну пропаганду, і пізніше підтримував окупацію Франції німецькими військами. За що діяльність його партії: ФНП, була заборонена, але опісля поразки французької армії, партія була відновлена за згоди німців. Після капітуляції Франції у 1940 році, Доріо якийсь час жив на території Французької держави, оскільки хотів приєднатися до вішістського уряду, але через суперечності з Філіппом Петеном і Марселем Деа, а також через небажання німецької влади, він так і не зміг отримати там керівної посади. У 1941 році Доріо став одним із засновників Легіону французьких добровольців проти більшовизму, і 4 вересня того ж року, в складі цього полку, він вирушив воювати  на Східному фронті німецько-радянської війни. Загалом, до весни 1944 року, Доріо прослужив у складі Легіону приблизно півтора роки, оскільки знаходився на фронті з перервами. У 1943 році був нагороджений Залізним хрестом.

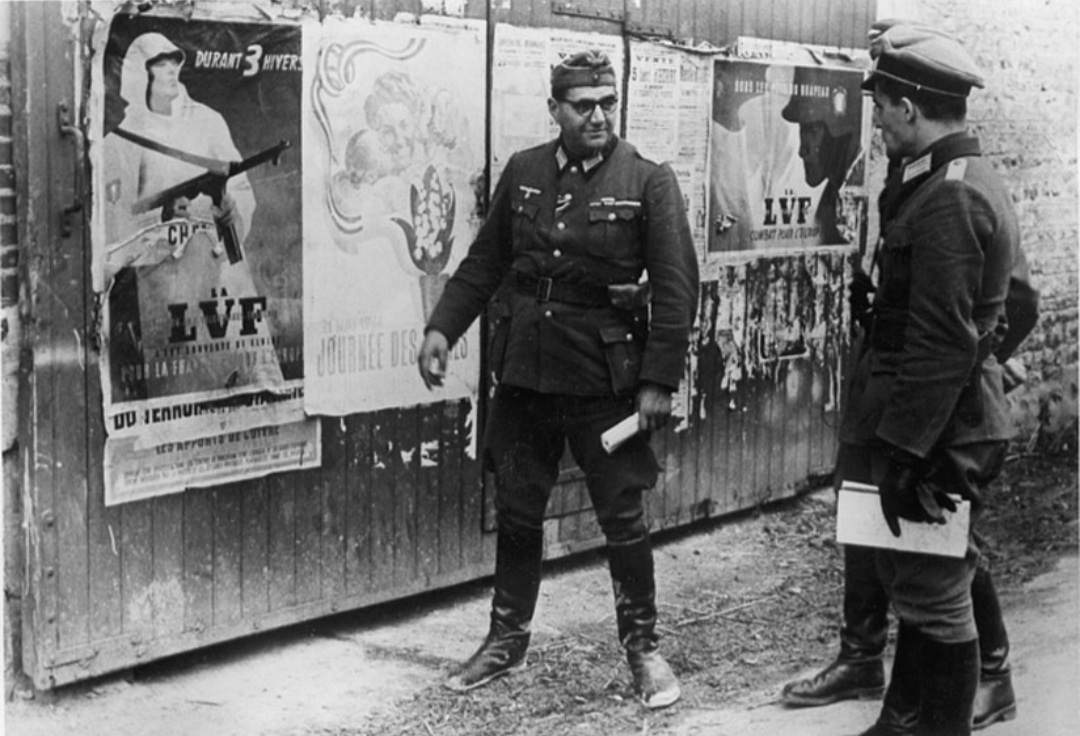
Доріо в німецькій уніформі біля плакатів Легіону французьких добровольців проти більшовизму

Після висадки в Нормандії і відкриття Другого фронту Доріо, разом з іншими французькими колабораціоністами, у 1944 році перебрався в замок Зігмарінген, що в Німеччині. 6 січня 1945 року Доріо оголосив про створення «Комітету визволення Франції», за лідерство в якому Доріо боровся з своїм давнім суперником Марселем Деа, а також з головою вішістської міліції Жозефом Дарнаном. 22 лютого 1945 року, під час поїздки з острова Майнау до Зігмарінгену на засідання комітету, машина Жака Доріо попала під авіаобстріл (який імовірно був здійснений літаками союзників, але є припущення, що це була атака німецьких льотчиків) двох невпізнаних літаків, в результаті якого Доріо отримав тяжкі поранення і загинув. Через чотири дні після смерті, Жак Доріо був похований на кладовищі німецького міста Менген.